# John Pius Boland
John Pius Boland (* 16. September 1870 in Dublin; † 17. März 1958 in Westminster, London) war ein irischer Jurist und Politiker. 1896 in Athen wurde er der erste Olympiasieger im Tennis.

## Leben
John Pius Boland wurde 1870 in Dublin geboren. Sein Vater betrieb eine Großbäckerei, deren Produkte unter dem Markennamen Boland’s Biscuits noch heute in Irland bekannt sind. Nachdem er mit 12 Jahren Vollwaise geworden war, wurde er von seinem Onkel, einem Weihbischof in Dublin, erzogen. Boland ging in Dublin und Birmingham zur Schule und begann anschließend ein Jurastudium in Oxford, das er 1895/96 an der Rheinischen Friedrich-Wilhelms-Universität in Bonn fortsetzte; dort wurde er zudem Mitglied der katholischen Studentenverbindung KDStV Bavaria Bonn im CV.
Von Bonn reiste er als Tourist über München, Wien, Graz, Triest und Patras zu den Olympischen Spielen von 1896 nach Athen. Dionysios Kasdaglis, später im Einzel wie im Doppel sein unterlegener Finalgegner, schlug Boland die Teilnahme am Tennisturnier vor. Auf Anhieb siegte er im Herreneinzel und zusammen mit dem Deutschen Friedrich Adolf Traun auch im Herrendoppel. Nach den Spielen begab er sich nach England zurück und beendete 1898 sein Studium. Im Jahr 1900 wurde er für einen irischen Wahlkreis Abgeordneter im britischen Unterhaus in London. Er war ein engagierter Befürworter der irischen Unabhängigkeit und stieg in seiner Fraktion der gemäßigten irischen Nationalisten zum Whip auf. Bei der Wahl 1918 unterlag er dem Gegenkandidaten der radikalen Sinn-Féin-Partei.
Zwei der fünf Töchter von Boland erlangten in ihren jeweiligen Feldern überregionale Anerkennung: Honor Crowley wurde eine nationale politische Figur und saß 20 Jahre als Teachta Dála im irischen Unterhaus. Bridget Boland war eine bekannte Dramatikerin, Autorin und Drehbuchautorin.